# Amazon Mechanical Turk
Amazon Mechanical Turk (MTurk) — краудсорсинговая интернет-площадка, которая позволяет физическим лицам и предпринимателям (известными как Заявители (англ. Requesters)) координировать использование человеческого разума для выполнения задач, которые компьютеры в настоящее время не в состоянии решить. Это один из сайтов Amazon Web Services. Работодатели могут размещать задачи, известные как HITы (Human Intelligence Tasks), такие как выбор лучшей из нескольких фотографий, добавления описания продукта или выявления исполнителей на музыкальных компакт-дисках. Сотрудники (так называемые Providers в Правилах предоставления услуг в Mechanical Turk, или, в более разговорно, Турки (Turkers)) могут впоследствии просматривать существующие задачи и завершать их установленной работодателем денежной выплатой. Чтобы размещать задания, программы используют прикладной программный интерфейс (API), или более ограниченный в функционале по сравнению с прикладным программным интерфейсом, сайт MTurk Requester. Работодателями могут быть только лица, базирующиеся в США.

## Описание
Название Mechanical Turk (в переводе с англ. — Механический турок) происходит от одноимённого шахматного автомата XVIII века», который был сделан Вольфгангом фон Кемпеленом. Он гастролировал по Европе, победив Наполеона Бонапарта и Бенджамина Франклина. Позже выяснилось, что эта «машина» представляла собой не автомат, а сильного мастера по шахматам, скрытого в специальном отсеке и управляющего «автоматом». Точно так же веб-служба Mechanical Turk позволяет людям помогать машинам решать недоступные им задачи.
Исполнители сами планируют свое рабочее время и не обязаны приниматься за работу, которую они не хотят делать. Исполнители выступают подрядчиками, а не сотрудниками, поэтому не должны заполнять соответствующие формы, платить налоги на заработную плату, и они избегают законов, касающихся минимального размера оплаты труда, сверхурочных часов и компенсаций работникам. Хотя исполнители должны отчитываться о своих доходах как о доходах от самозанятости. Средняя заработная плата для нескольких микрозадач для исполнителя, если они сделаны быстро, около одного доллара в час. Каждое задание оплачивается в среднем несколькими центами.
Заявители могут попросить Исполнителей пройти квалификацию, прежде чем выполнять задачу, и они могут создать тест для проверки этой квалификации. Они могут также принять или отклонить результат, отправленный исполнителем, что отражается на его репутации. Исполнители могут иметь почтовый адрес в любой точке мира. Оплата за выполнение задач может быть использована на Amazon.com в виде подарочного сертификата (подарочные сертификаты — единственный вариант оплаты, который доступен для иностранных работников, кроме Индии) или впоследствии может быть перечислена на банковский счет работника в США. Заявители платят Amazon 10 % комиссионных от стоимости успешно завершенных задач.
По данным опроса, проведенного в 2008 году через один MTurk HIT Исполнители в основном расположены в Соединенных Штатах.
Тот же автор провел второе исследование в 2010 году (после введения наличных платежей для индийских рабочих), давая новые и обновленные результаты на демографию работников. Сейчас он запустил веб-сайт, который показывает демографические данные Исполнителей и эти данные обновляются ежечасно. Он показывает, что примерно 80 % работников находятся в Соединенных Штатах и 20 % находятся в других странах мира, при этом большинство из них в Индии.
Более недавнее исследование сообщает демографию более чем 30 000 Исполнителей по результатам 75 исследований, которые проводились с 2013 года.

### Использование для создания обучающей базы данных для ИИ
Специалист по компьютерному зрению Ли Фей-Фей организовала работу десятков тысяч работников Mechanical Turk, по удалению несоответствующих изображений для каждого из существительных базы данных WordNet. За два года более трех миллионов изображений было связано с соответствующими существительными из WordNet – и появился набор данных ImageNet. Для проекта ImageNet платформа Mechanical Turk стала “спасением”. Исследователи ИИ продолжают активно использовать ее для создания наборов данных, и сегодня заявки ученых на гранты в сфере ИИ, как правило, включают строку бюджета “услуги работников Mechanical Turk”.

### Пользователи
Пользователь сервиса Mechanical Turk может выступать либо Исполнителем («Worker») либо Заявителем («Requester»).
Исполнители имеют доступ к панели управления, которая показывает три вкладки: общий заработок, состояние выполнения созданной задачи и просмотр всех созданных задач.
- Общие заработки: отображает общий доход, который работник получил от реализации задач человеческого интеллекта, достижения в виде возможного бонуса и сумму этих двух показателей.
- Состояние задачи: отображает список ежедневных активностей и ежедневный доход, наряду с числом посещений, которые были подтверждены для выполнения задачи, проверенные, отклоненные или в состоянии ожидания решения.
- Общая информация о задаче (Total HIT): отображает информацию о задаче, которая были принята к исполнению или находится в процессе (в том числе процент успешных выполненных задач, которые состоялись, возвращенных или отмененных и процент задач, которые были подтверждены, отклонены или ожидают исполнения).

Работодатели (компании или независимые разработчики, которым нужны выполненные задачи) могут использовать Amazon Mechanical Turk API для программной интеграции результатов этой работы непосредственно в своих бизнес-процессах и системах. Когда работодатели создали свою задачу, они должны указать
- сколько они платят за выполнение каждой задачи,
- сколько Исполнителей им нужно для каждой задачи,
- максимальное время для выполнения одной задачи Исполнителем,
- сколько времени предоставляется работникам для выполнения работы, а также конкретные детали о задаче, которая должна быть решена Исполнителем.